# كأس سلوفاكيا 2005–06
كأس سلوفاكيا 2005–06 هو موسم من كأس سلوفاكيا. كان عدد الأندية المشاركة فيه 30، وفاز فيه نادي روجومبيروك.